# Offenbacher Fußball-Club Kickers 1901 1983-1984
Questa voce raccoglie le informazioni riguardanti l'Offenbacher Fußball-Club Kickers 1901 nelle competizioni ufficiali della stagione 1983-1984.

## Stagione
Nella stagione 1983-1984 il Kickers Offenbach, allenato da Lothar Buchmann e Hermann Nuber, concluse il campionato di Bundesliga al 17º posto. In Coppa di Germania il Kickers Offenbach fu eliminato al secondo turno dal Colonia.

## Rosa
| N. |                                 | Ruolo | Calciatore        |
| -- | ------------------------------- | ----- | ----------------- |
|    | Germania (bandiera)             | P     | Valentin Herr     |
|    | Germania (bandiera)             | P     | Oliver Reck       |
|    | Germania (bandiera)             | P     | Uli Schauberger   |
|    | Germania (bandiera)             | D     | Dietmar Demuth    |
|    | Germania (bandiera)             | D     | Joachim Eichhorn  |
|    | Germania (bandiera)             | D     | Michael Grünewald |
|    | Germania (bandiera)             | D     | Michael Kutzop    |
|    | Germania (bandiera)             | D     | Gerd Paulus       |
|    | Germania (bandiera)             | D     | Wolfgang Rothe    |
|    | Germania (bandiera)             | D     | Achim Thiel       |
|    | Germania (bandiera)             | C     | Uwe Bein          |
|    | Bosnia ed Erzegovina (bandiera) | C     | Radomir Dubovina  |
|    | Germania (bandiera)             | C     | Günter Franusch   |
|    | Germania (bandiera)             | C     | Knut Hahn         |

| N. |                     | Ruolo | Calciatore         |
| -- | ------------------- | ----- | ------------------ |
|    | Germania (bandiera) | C     | Klaus Hofmann      |
|    | Germania (bandiera) | C     | Thomas Martin      |
|    | Germania (bandiera) | C     | Franz Michelberger |
|    | Perù (bandiera)     | C     | Augusto Palacios   |
|    | Germania (bandiera) | C     | Christian Peukert  |
|    | Germania (bandiera) | C     | Johannes Riedl     |
|    | Germania (bandiera) | C     | Wolfgang Trapp     |
|    | Germania (bandiera) | A     | Ralf Balzis        |
|    | Germania (bandiera) | A     | Klaus Elbert       |
|    | Germania (bandiera) | A     | Erhard Hofeditz    |
|    | Germania (bandiera) | A     | Uwe Höfer          |
|    | Germania (bandiera) | A     | Walter Krause      |
|    | Germania (bandiera) | A     | Martin Kubosch     |
|    | Germania (bandiera) | A     | Rudolf Sandner     |

## Organigramma societario
Area tecnica
- Allenatore: Hermann Nuber
- Allenatore in seconda:
- Preparatore dei portieri:
- Preparatori atletici:

## Calciomercato

### Sessione estiva
| Acquisti | Acquisti          | Acquisti                 | Acquisti |
| R.       | Nome              | da                       | Modalità |
| -------- | ----------------- | ------------------------ | -------- |
| D        | Dietmar Demuth    | Bayer Leverkusen         |          |
| A        | Erhard Hofeditz   | Karlsruhe                |          |
| C        | Augusto Palacios  | Deportivo Táchira        |          |
| C        | Christian Peukert | Eintracht Francoforte II |          |
| C        | Johannes Riedl    | Arminia Bielefeld        |          |
| C        | Wolfgang Trapp    | Darmstadt                |          |

| Cessioni | Cessioni | Cessioni | Cessioni |
| R.       | Nome     | a        | Modalità |
| -------- | -------- | -------- | -------- |

### Sessione invernale
| Acquisti | Acquisti | Acquisti | Acquisti |
| R.       | Nome     | da       | Modalità |
| -------- | -------- | -------- | -------- |

| Cessioni | Cessioni     | Cessioni       | Cessioni |
| R.       | Nome         | a              | Modalità |
| -------- | ------------ | -------------- | -------- |
| A        | Volker Rudel | Blau-Weiß Linz |          |

## Risultati

### Bundesliga

#### Girone di andata
| Arbitro: | Huster |

|           |           |  |
| Kuntz 73’ | Marcatori |  |

| Arbitro: | Tritschler |

|                                     |           |                                         |
| Michelberger 21’ Bein 23’, 28’, 38’ | Marcatori | 36’ Rahn 67’ (rig.) Matthäus 81’ Criens |

| Arbitro: | Horeis |

|             |           |  |
| Fischer 66’ | Marcatori |  |

| Arbitro: | Risse |

|                              |           |                                       |
| Sandner 43’ Michelberger 53’ | Marcatori | 22’ Pflügler 37’ Rummenigge 55’ Grobe |

| Arbitro: | Assenmacher |

|                                     |           |  |
| Burgsmüller 19’, 51’, 79’ Trunk 38’ | Marcatori |  |

| Arbitro: | Hontheim |

|                            |           |             |
| Bein 27’ (rig.) Kutzop 90’ | Marcatori | 89’ Sievers |

| Arbitro: | Uhlig |

|                                                                  |           |  |
| Schröder 32’ Hartwig 35’ Schatzschneider 48’, 70’ Rolff 76’, 81’ | Marcatori |  |

| Arbitro: | Pauly |

|                                  |           |                        |
| Krause 18’, 67’ Michelberger 57’ | Marcatori | 9’ Allofs 74’ Kitzmann |

| Arbitro: | Werner |

|                                              |           |             |
| Keser 34’ Klotz 52’ Semlits 57’ Răducanu 83’ | Marcatori | 78’ Peukert |

| Arbitro: | Niebergall |

|                                          |           |                          |
| Kutzop 30’ Michelberger 72’ Hofeditz 87’ | Marcatori | 17’ Loontiens 24’ Funkel |

| Arbitro: | Umbach |

|                                  |           |               |
| Cha 31’ Gelsdorf 46’ Hörster 79’ | Marcatori | 36’ Grünewald |

| Arbitro: | Schmidhuber |

|                       |           |                           |
| Hofeditz 15’ Bein 21’ | Marcatori | 24’ Ozaki 83’ Grillemeier |

| Arbitro: | Barnick |

|                                                                |           |  |
| Bockenfeld 7’ Wenzel 16’ Zewe 47’ (rig.) Dusend 71’ Bommer 74’ | Marcatori |  |

| Arbitro: | Ahlenfelder |

|           |           |                                  |
| Trapp 38’ | Marcatori | 47’ Niedermayer 80’ Sigurvinsson |

| Arbitro: | Wahmann |

|                                                                              |           |                   |
| Sidka 32’ Reinders 34’ (rig.), 43’ Pezzey 39’, 65’ Völler 47’, 81’ Otten 79’ | Marcatori | 30’ (rig.) Kutzop |

| Arbitro: | Stäglich |

|                                            |           |                                               |
| Bruns 19’ Posipal 30’ Worm 41’ Zavišić 83’ | Marcatori | 21’ Grünewald 43’ Trapp 58’ Hofeditz 89’ Bein |

| Arbitro: | Assenmacher |

|  |           |                       |
|  | Marcatori | 34’ Walter 90’ Remark |

#### Girone di ritorno
| Arbitro: | Theobald |

|                               |           |                                  |
| Hofeditz 16’ Michelberger 81’ | Marcatori | 21’ (rig.) Woelk 35’ Bönighausen |

| Arbitro: | Niebergall |

|                                         |           |               |
| Hannes 10’ (rig.) Rahn 12’ Matthäus 52’ | Marcatori | 67’, 89’ Bein |

| Arbitro: | Heitmann |

|                     |           |  |
| Kutzop 49’ Bein 71’ | Marcatori |  |

| Arbitro: | Walz |

|                                                                                                   |           |  |
| Rummenigge 5’, 14’, 36’, 83’ Rummenigge 7’ Nachtweih 45’ Pflügler 48’ Hoeneß 54’ Höfer 71’ (aut.) | Marcatori |  |

| Arbitro: | Eschweiler |

|                            |           |               |
| Bein 21’, 53’ Hofeditz 84’ | Marcatori | 72’ Abramczik |

| Arbitro: | Pauly |

|                                            |           |  |
| Kutzop 45’ (aut.) Svensson 76’ Mattern 85’ | Marcatori |  |

| Arbitro: | Wahmann |

|  |           |                                              |
|  | Marcatori | 36’ Milewski 45’ Magath 56’ Rolff 86’ Jakobs |

| Arbitro: | Horeis |

|             |           |              |
| Briegel 68’ | Marcatori | 73’ Hofeditz |

| Offenbach am Main 23 marzo 1984, ore 20:00 CET 26ª giornata | Kickers Offenbach | 0 – 0 referto | Borussia Dortmund | Stadion am Bieberer Berg (13 000 spett.)\| Arbitro: \| Barnick \| |
| Arbitro:                                                    | Barnick           |               |                   |                                                                   |

| Arbitro: | Gabor |

|                                                       |           |                  |
| Funkel 7’ (rig.) Loontiens 39’ Feilzer 68’ Gulich 71’ | Marcatori | 9’, 87’ Hofeditz |

| Arbitro: | Retzmann |

|  |           |                    |
|  | Marcatori | 8’ Cha 15’ Hörster |

| Arbitro: | Föckler |

|                                        |           |              |
| Büscher 47’ Ozaki 49’ Westerwinter 85’ | Marcatori | 13’ Hofeditz |

| Arbitro: | Liebi |

|                                                               |           |          |
| Trapp 24’ Kutzop 30’ (rig.) Krause 72’ Hofeditz 75’ Höfer 81’ | Marcatori | 54’ Fach |

| Arbitro: | Wippker |

|                                                                  |           |           |
| Makan 27’ Buchwald 32’ Reichert 36’ Sigurvinsson 54’ (rig.), 82’ | Marcatori | 63’ Trapp |

| Arbitro: | Ahlenfelder |

|                    |           |                                                                               |
| Bein 16’, 48’, 49’ | Marcatori | 30’ Völler 36’, 67’, 82’ Neubarth 58’ (aut.) Kutzop 70’ Reinders 87’ Möhlmann |

| Arbitro: | Matheis |

|           |           |                              |
| Trapp 51’ | Marcatori | 33’ Studzizba 56’ (rig.) Lux |

| Arbitro: | Walz |

|                                                           |           |                  |
| Walter 7’, 50’, 69’, 87’ (rig.) Olaidotter 36’ Remark 54’ | Marcatori | 90’ Michelberger |

### Coppa di Germania
| Arbitro: | Mölm |

|              |           |                                                             |
| Brügmann 81’ | Marcatori | 5’ Hofmann 32’ Sandner 33’, 57’, 63’ Michelberger 72’ Höfer |

| Arbitro: | Dellwing |

|                                                                           |           |                        |
| Steiner 19’, 84’ Strack 21’ Grünewald 25’ (aut.) Hartmann 33’ Fischer 55’ | Marcatori | 37’ (rig.), 82’ Kutzop |

## Statistiche

### Statistiche di squadra
| Competizione      | Punti | In casa | In casa | In casa | In casa | In casa | In casa | In trasferta | In trasferta | In trasferta | In trasferta | In trasferta | In trasferta | Totale | Totale | Totale | Totale | Totale | Totale | DR  |
| Competizione      | Punti | G       | V       | N       | P       | Gf      | Gs      | G            | V            | N            | P            | Gf           | Gs           | G      | V      | N      | P      | Gf     | Gs     | DR  |
| ----------------- | ----- | ------- | ------- | ------- | ------- | ------- | ------- | ------------ | ------------ | ------------ | ------------ | ------------ | ------------ | ------ | ------ | ------ | ------ | ------ | ------ | --- |
| Bundesliga        | 19    | 17      | 7       | 3       | 7       | 33      | 36      | 17           | 0            | 2            | 15           | 15           | 70           | 34     | 7      | 5      | 22     | 48     | 106    | -58 |
| Coppa di Germania | -     | 0       | 0       | 0       | 0       | 0       | 0       | 2            | 1            | 0            | 1            | 8            | 7            | 2      | 1      | 0      | 1      | 8      | 7      | +1  |
| Totale            | 19    | 17      | 7       | 3       | 7       | 33      | 36      | 19           | 1            | 2            | 16           | 23           | 77           | 36     | 8      | 5      | 23     | 56     | 113    | -57 |

### Andamento in campionato
| Giornata  | 1  | 2 | 3  | 4  | 5  | 6  | 7  | 8  | 9  | 10 | 11 | 12 | 13 | 14 | 15 | 16 | 17 | 18 | 19 | 20 | 21 | 22 | 23 | 24 | 25 | 26 | 27 | 28 | 29 | 30 | 31 | 32 | 33 | 34 |
| --------- | -- | - | -- | -- | -- | -- | -- | -- | -- | -- | -- | -- | -- | -- | -- | -- | -- | -- | -- | -- | -- | -- | -- | -- | -- | -- | -- | -- | -- | -- | -- | -- | -- | -- |
| Luogo     | T  | C | T  | C  | T  | C  | T  | C  | T  | C  | T  | C  | T  | C  | T  | T  | C  | C  | T  | C  | T  | C  | T  | C  | T  | C  | T  | C  | T  | C  | T  | C  | C  | T  |
| Risultato | P  | V | P  | P  | P  | V  | P  | V  | P  | V  | P  | N  | P  | P  | P  | N  | P  | N  | P  | V  | P  | V  | P  | P  | N  | N  | P  | P  | P  | V  | P  | P  | P  | P  |
| Posizione | 15 | 9 | 13 | 13 | 18 | 18 | 18 | 16 | 17 | 16 | 17 | 15 | 16 | 17 | 17 | 16 | 16 | 16 | 16 | 16 | 16 | 16 | 16 | 17 | 17 | 17 | 17 | 17 | 17 | 17 | 17 | 17 | 17 | 17 |

Legenda:

Luogo: C = Casa; T = Trasferta. Risultato: V = Vittoria; N = Pareggio; P = Sconfitta.

### Statistiche dei giocatori
| Giocatore       | Bundesliga | Bundesliga | Bundesliga  | Bundesliga | Coppa di Germania | Coppa di Germania | Coppa di Germania | Coppa di Germania | Totale   | Totale | Totale      | Totale     |
| Giocatore       | Presenze   | Reti       | Ammonizioni | Espulsioni | Presenze          | Reti              | Ammonizioni       | Espulsioni        | Presenze | Reti   | Ammonizioni | Espulsioni |
| --------------- | ---------- | ---------- | ----------- | ---------- | ----------------- | ----------------- | ----------------- | ----------------- | -------- | ------ | ----------- | ---------- |
| R. Balzis       | 0          | 0          | 0           | 0          | 0                 | 0                 | 0                 | 0                 | 0        | 0      | 0           | 0          |
| U. Bein         | 34         | 14         | 1           | 0          | 2                 | 0                 | 0                 | 0                 | 36       | 14     | 1           | 0          |
| D. Demuth       | 15         | 0          | 3           | 1          | 0                 | 0                 | 0                 | 0                 | 15       | 0      | 3           | 1          |
| R. Dubovina     | 5          | 0          | 2           | 0          | 1                 | 0                 | 0                 | 0                 | 6        | 0      | 2           | 0          |
| J. Eichhorn     | 9          | 0          | 2           | 0          | 0                 | 0                 | 0                 | 0                 | 9        | 0      | 2           | 0          |
| K. Elbert       | 1          | 0          | 0           | 0          | 0                 | 0                 | 0                 | 0                 | 1        | 0      | 0           | 0          |
| G. Franusch     | 31         | 0          | 1           | 0          | 0                 | 0                 | 0                 | 0                 | 31       | 0      | 1           | 0          |
| M. Grünewald    | 28         | 2          | 4           | 0          | 2                 | 0                 | 0                 | 0                 | 30       | 2      | 4           | 0          |
| K. Hahn         | 0          | 0          | 0           | 0          | 0                 | 0                 | 0                 | 0                 | 0        | 0      | 0           | 0          |
| V. Herr         | 20         | 0          | 2           | 0          | 2                 | 0                 | 0                 | 0                 | 22       | 0      | 2           | 0          |
| E. Hofeditz     | 24         | 10         | 1           | 0          | 0                 | 0                 | 0                 | 0                 | 24       | 10     | 1           | 0          |
| K. Hofmann      | 1          | 0          | 0           | 0          | 2                 | 1                 | 0                 | 0                 | 3        | 1      | 0           | 0          |
| U. Höfer        | 26         | 1          | 1           | 0          | 2                 | 1                 | 0                 | 0                 | 28       | 2      | 1           | 0          |
| W. Krause       | 26         | 3          | 5           | 0          | 1                 | 0                 | 0                 | 0                 | 27       | 3      | 5           | 0          |
| M. Kubosch      | 2          | 0          | 0           | 0          | 0                 | 0                 | 0                 | 0                 | 2        | 0      | 0           | 0          |
| M. Kutzop       | 31         | 5          | 3           | 0          | 2                 | 2                 | 0                 | 0                 | 33       | 7      | 3           | 0          |
| T. Martin       | 12         | 0          | 2           | 0          | 0                 | 0                 | 0                 | 0                 | 12       | 0      | 2           | 0          |
| F. Michelberger | 30         | 6          | 1           | 0          | 2                 | 3                 | 0                 | 0                 | 32       | 9      | 1           | 0          |
| A. Palacios     | 3          | 0          | 0           | 0          | 1                 | 0                 | 0                 | 0                 | 4        | 0      | 0           | 0          |
| G. Paulus       | 23         | 0          | 8           | 0          | 2                 | 0                 | 0                 | 0                 | 25       | 0      | 8           | 0          |
| C. Peukert      | 10         | 1          | 1           | 0          | 2                 | 0                 | 0                 | 0                 | 12       | 1      | 1           | 0          |
| O. Reck         | 14         | 0          | 0           | 0          | 0                 | 0                 | 0                 | 0                 | 14       | 0      | 0           | 0          |
| J. Riedl        | 9          | 0          | 5           | 0          | 0                 | 0                 | 0                 | 0                 | 9        | 0      | 5           | 0          |
| W. Rothe        | 2          | 0          | 0           | 0          | 0                 | 0                 | 0                 | 0                 | 2        | 0      | 0           | 0          |
| V. Rudel        | 1          | 0          | 1           | 0          | 1                 | 0                 | 0                 | 0                 | 2        | 0      | 1           | 0          |
| R. Sandner      | 26         | 1          | 5           | 0          | 2                 | 1                 | 0                 | 0                 | 28       | 2      | 5           | 0          |
| U. Schauberger  | 0          | 0          | 0           | 0          | 0                 | 0                 | 0                 | 0                 | 0        | 0      | 0           | 0          |
| A. Thiel        | 10         | 0          | 1           | 0          | 0                 | 0                 | 0                 | 0                 | 10       | 0      | 1           | 0          |
| W. Trapp        | 32         | 5          | 9           | 0          | 2                 | 0                 | 0                 | 0                 | 34       | 5      | 9           | 0          |